# Margaretha II van Clermont
Margaretha II van Clermont (1289-1309) was de dochter van Robert van Clermont, zoon van koning Lodewijk IX van Frankrijk en oom van koning Filips IV van Frankrijk (1285-1314).

## Levensloop
In 1307 werd ze uitgehuwelijkt aan Raymond Berengarius van Andria, die kort nadien stierf.
Zij werd ingezet om strijd om de opvolging in het graafschap Namen te ontwarren. Willem van Avesnes eiste het graafschap op omdat zijn moeder Filippa van Luxemburg, dochter was van Hendrik V van Luxemburg, markgraaf van Namen van 1256 tot 1263. Op zijn beurt eiste Karel van Valois, broer van Filips IV, de titel omdat hij gehuwd was met Catharina van Courtenay, kleindochter van Boudewijn II van Courtenay markgraaf van Namen tussen 1237-1263. In 1263 kocht Gwijde van Dampierre, graaf van Vlaanderen het graafschap.
Na de dood van Gwijde van Dampierre in 1305, kreeg zijn zoon Jan I van Namen het graafschap op voorwaarde dat hij huwde met Margaretha en hulde bracht aan koning Filips IV. Het huwelijk vond plaats in 1308 en een jaar later stierf ze kinderloos.